# Fernando Cavenaghi
Fernando Ezequiel Cavenaghi (General O'Brien, Província de Buenos Aires,  Argentina; 21 de setembro de 1983) é um ex-futebolista argentino que atuava como atacante. Teve grande destaque atuando pelo River Plate e Bordeaux.

## Carreira
Fernando Cavenaghi começou a sua carreira no River Plate e estreou entre os profissionais na temporada 2000-01, durante o período em que esteve no River de 2001 a 2004, o jogador atuou em 88 jogos marcando 55 gols, foi Campeão Argentino 3 vezes e artilheiro do Clausura de 2002. Neste período esteve presente também nas seleções de base da Argentina, onde foi campeão e artilheiro do Sul-americano Sub-20 em 2003 e artilheiro do Mundial Sub-20 também em 2003.
Após 4 anos no River o jogador foi defender o Spartak de Moscou, entre os anos de 2004 e 2007, porém na Rússia não obteve sucesso, marcando apenas 13 gols em 51 jogos. Após 3 anos na liga Russa o jogador decidiu mudar de equipe e foi contratado pelo Bordeaux, na equipe francesa conseguiu conquistar vários títulos e uma média de gols considerável, foram 33 em 81 jogos.

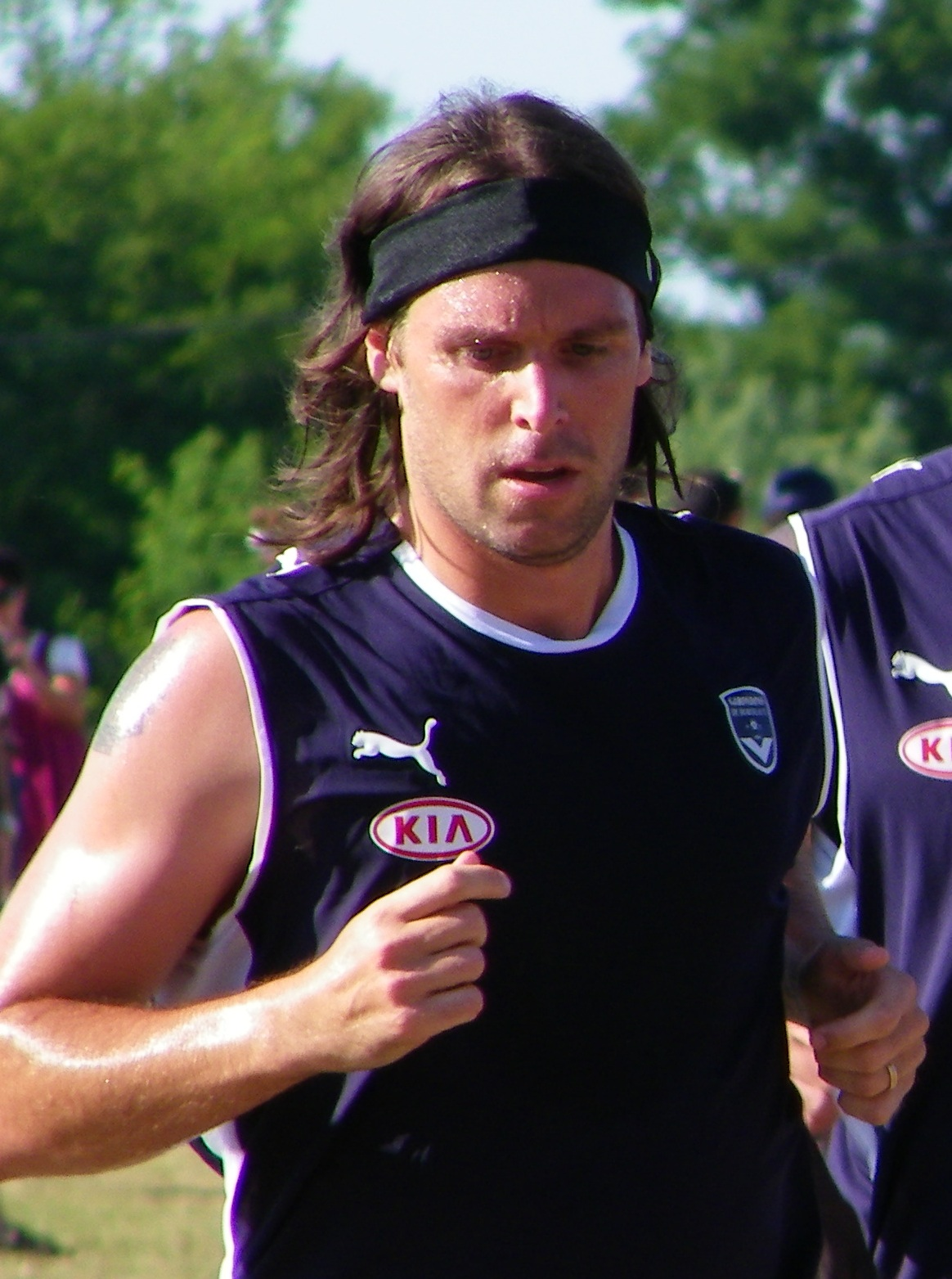
Cavenaghi em treino do Bordeaux

Além disso, em 2008 foi convocado pela primeira vez para a Seleção Argentina, participando de 4 amistosos. Em 2010 após perder espaço na equipe do Bordeaux foi emprestado ao Mallorca. 
No dia 25 de janeiro de 2011, o Internacional anunciou de forma oficial a contratação do jogador, que se juntará à D'Alessandro e Guiñazu no elenco colorado e ao recém contratado Mario Bolatti.
El torito, como é chamado, desembarcou no aeroporto Salgado Filho, em Porto Alegre, no dia 28 de janeiro, aclamado por cerca de 400 torcedores, aos gritos de "Dá-lhe, dá-lhe, dá-lhe, dá-lhe ô, Cavenaghi é gol, Cavenaghi é gol!". O primeiro gol de Cavenaghi pelo Inter foi no dia 10 de Abril de 2011, na goleada de 6 a 2 contra o Canoas.
Devido ao excesso de estrangeiros no Inter (Guiñazú, D'Alessandro e Bolatti sendo os três permitidos pela CBF) somado à excelente fase do titular Leandro Damião, Cavenaghi foi pouco utilizado. Em 14 partidas, marcou dois gols. Pediu demissão ao Internacional por não ser utilizado no elenco do time, o que foi aceito pelo clube. No dia 7 de julho de 2011 assinou a recisão de contrato com o Internacional, e logo em seguida fechou com o time argentino River Plate.

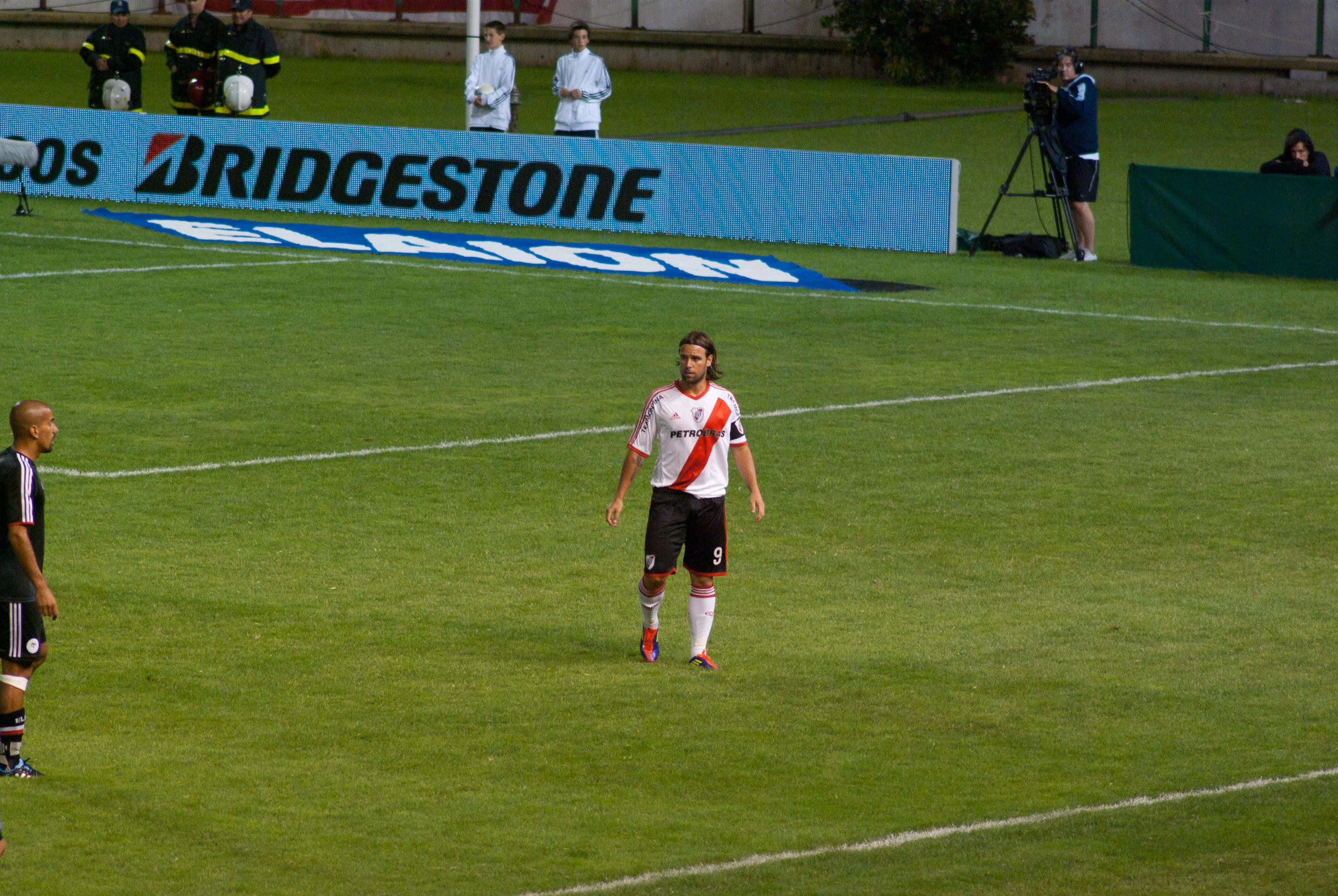
Cavenaghi em partida do River Plate

Em 28 de Junho de 2012, o River Plate, oficializou que não iria renovar com o atacante, assim rescindido o contrato.
No dia 9 de Agosto de 2012, Cavenaghi acertou sua transferência junto ao Villareal da Espanha, selando uma nova passagem pelo futebol europeu. Em sua estreia, marcou dois gols contra o Real Madrid II.

## Estatísticas
| Clube                    | Temporada         | Liga  | Liga | Liga    | Copa  | Copa | Copa    | Continental | Continental | Continental | Total | Total | Total   |
| Clube                    | Temporada         | Jogos | Gols | Assists | Jogos | Gols | Assists | Jogos       | Gols        | Assists     | Jogos | Gols  | Assists |
| ------------------------ | ----------------- | ----- | ---- | ------- | ----- | ---- | ------- | ----------- | ----------- | ----------- | ----- | ----- | ------- |
| River Plate              | 2000-01           | 5     | 1    | –       | –     | –    | –       | –           | –           | –           | 5     | 1     | -       |
| River Plate              | 2001-02           | 23    | 17   | –       | –     | –    | –       | 3           | 2           | –           | 26    | 19    | -       |
| River Plate              | 2002-03           | 23    | 20   | –       | –     | –    | –       | 8           | 4           | –           | 31    | 24    | -       |
| River Plate              | 2003-04           | 38    | 17   | –       | –     | –    | –       | 22          | 10          | –           | 60    | 27    | -       |
| River Plate              | Total             | 89    | 55   | –       | –     | –    | –       | 33          | 16          | –           | 122   | 71    | –       |
| Spartak Moscovo          | 2004              | 9     | 1    | –       | –     | –    | –       | –           | –           | –           | 9     | 1     | -       |
| Spartak Moscovo          | 2005              | 25    | 6    | –       | 1     | 1    | –       | –           | –           | –           | 26    | 7     | -       |
| Spartak Moscovo          | 2006              | 17    | 5    | –       | –     | –    | –       | –           | –           | –           | 18    | 5     | -       |
| Spartak Moscovo          | Total             | 51    | 12   | –       | 1     | 1    | –       | –           | –           | –           | 53    | 13    | –       |
| FC Girondins de Bordeaux | 2006–07           | 9     | 2    | 1       | –     | –    | –       | –           | –           | –           | 9     | 2     | –       |
| FC Girondins de Bordeaux | 2007–08           | 23    | 15   | 16      | 5     | 2    | –       | 7           | 5           | –           | 35    | 22    | -       |
| FC Girondins de Bordeaux | 2008–09           | 29    | 13   | 3       | 2     | 1    | –       | 5           | 1           | –           | 36    | 15    | –       |
| FC Girondins de Bordeaux | 2009–10           | 20    | 3    | –       | 3     | 4    | –       | 2           | 0           | –           | 25    | 7     | –       |
| FC Girondins de Bordeaux | Total             | 81    | 33   | 20      | 10    | 7    | –       | 14          | 6           | –           | 105   | 46    | –       |
| Mallorca                 | 2010–11           | 9     | 2    | –       | 1     | 2    | –       | –           | –           | –           | 10    | 4     | –       |
| Mallorca                 | Total             | 9     | 2    | -       | 1     | 2    | –       | -           | -           | –           | 10    | 4     | –       |
| Internacional            | 2011              | 6     | 1    | –       | 7     | 1    | –       | –           | –           | –           | 13    | 2     | –       |
| Internacional            | Total             | 6     | 1    | –       | 7     | 1    | –       | –           | –           | –           | 13    | 2     | –       |
| Total na carreira        | Total na carreira | 223   | 112  | 20      | 19    | 11   | 1       | 47          | 22          | –           | 291   | 133   | –       |

## Títulos
River Plate
- Campeonato Argentino - 2002, 2003 e 2014 (Torneio Inicial)
- Primera B Nacional - 2012
- Copa Sul-Americana - 2014
- Recopa Sul-Americana - 2015
- Copa Libertadores - 2015

Bordeaux
- Campeonato Francês de Futebol - 2008/2009
- Copa da Liga Francesa - 2007 e 2009
- Supercopa da França - 2008 e 2009

Internacional
- Taça Farroupilha - 2011[1][2]
- Campeonato Gaúcho - 2011

APOEL
- Campeonato Cipriota: 2015–16
- Copa do Chipre: 2015

Seleção Argentina Sub-20
- Sul-americano Sub-20 - 2003

## Artilharias
Seleção Argentina
- Campeonato Mundial de Futebol Sub-20: 2003 (4 gols)